# Se, kamrater, vilka skaror mot fördärvet går
Se, kamrater, vilka skaror mot fördärvet går är en sång med text skriven omkring 1880 av George Scott Railton. Musiken är skriven före 1870 av Philip Paul Bliss.

## Publicerad i
- Musik till Frälsningsarméns sångbok 1907 som nr 123.
- Frälsningsarméns sångbok 1929 som nr 393 under rubriken "Strid och verksamhet - Maning till kamp".
- Frälsningsarméns sångbok 1990 som nr 637 under rubriken "Strid och kallelse till tjänst".